# Nawasch Phupantachsee
Nawasch Phupantachsee , surnommé Pon, est un acteur et un mannequin thaïlandais.

## Biographie
Il fut élève de la Bodindecha (Sing Singhaseni) School (en) et du King Mongkut's Institute of Technology Ladkrabang (en).

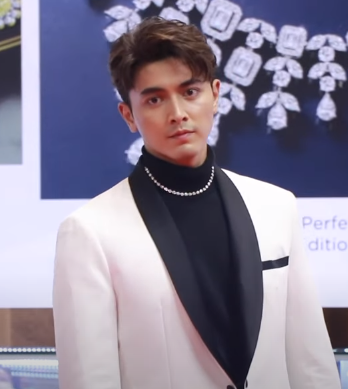

## Filmographie sélective
- 2018 : Tra Barb See Chompoo
- 2019 :  Plerng Prang Tian (en)'
- 2021 : Praomook